# Système de pose rapide de travures
Das Système de pose rapide de travures (kurz SPRAT, auf Deutsch sinngemäß: Schnelles Brückenlegesystem) ist ein militärisches Schnellbrückensystem aus französischer Produktion und konzeptionell mit dem Wesen von Brückenlegepanzern vergleichbar. Das schwere Brückenlegefahrzeug von CNIM mit fünf angetriebenen Achsen ist mit einem geschützten Fahrerhaus ausgestattet.

## Entwicklungsgeschichte
Das Schnellbrücken-Verlegesystem wurde vom französischen Maschinenbauunternehmen CNIM für die französische Armee Ende der 2000er-Jahre entwickelt. Das Beschaffungsprogramm war zunächst auf 18 Maschinen ausgelegt, aber aus Budgetgründen wurden nur zehn Fahrzeuge zwischen 2011 und 2013 mitsamt einem Simulator ausgeliefert. Die Gesamtkosten beliefen sich auf 166 Millionen Euro. Die ersten fünf SPRATs wurden im Jahr 2011 an das 13e régiment du génie übergeben.

## Technik
Das Verlegefahrzeug ist ein Spezialfahrzeug mit der Radformel 10×10, alle fünf Achsen sind lenkbar. Der Antrieb erfolgt mittels eines V-Achtzylinder-Dieselmotors der Marke Mercedes-Benz, der 560 kW (762 PS) leistet. Das zweigeteilte Fahrerhaus bietet Platz für zwei Personen und hat eine integrierte ABC-Schutz-Belüftungsanlage. Zudem ist es gepanzert, es bietet Schutz gegen Minen und Beschuss mit Waffen bis zu einem Kaliber von 7,62 mm. Das 10×10-Fahrzeug transportiert zwei Brückenelemente. Sie können getrennt oder zusammen, zu einer einzelnen Brücke verbunden, verlegt werden. Die Verlegung wird mithilfe eines Auslegers bewerkstelligt, der mittig, parallel zur Längsachse angeordnet ist. Bei der Verlegung wird eine hydraulische Abstützung an der Fahrzeugvorderseite abgesenkt, um eine ausreichende Standsicherheit während des Brückenlegens zu garantieren.
Neben dem 10×10-Verlegefahrzeug gibt es das Transportfahrzeug PTS (Porte-travures Supplémentaires), das einen weiteren Satz Brückensegmente für das Verlegefahrzeug auf einem speziellen Sattelauflieger transportiert. Als Zugfahrzeug dient hierbei ein Scania R580 (6×6), dessen Fahrerhaus ebenfalls mit einer ballistischen Schutzausstattung ausgestattet ist.

## Technische Daten
Datenquelle
- Abmessungen der Brücke:
  - Länge: 14 m oder 26 m
  - Breite: 4,0 m
- Tragfähigkeit:
  - Bei einer Brückenlänge von 14,3 m: max. 120 t, Verlegezeit: 8 min
  - Bei einer Brückenlänge von 26 m: max. 80 t, Verlegezeit: 10 min